# Eucalyptra picractis
Eucalyptra picractis är en fjärilsart som beskrevs av Edward Meyrick 1921. Eucalyptra picractis ingår i släktet Eucalyptra och familjen signalmalar. Inga underarter finns listade i Catalogue of Life.